# Autour à flancs roux
Aerospiza castanilius
Espèce
Statut de conservation UICN

 LC  : Préoccupation mineure
Statut CITES
L'Autour à flancs roux (Aerospiza castanilius) est une espèce d'oiseau de la famille des Accipitridae.

## Répartition
Cette espèce vit en Afrique équatoriale.

## Sous-espèces
D'après la classification de référence (version 14.1, 2024) de l'Union internationale des ornithologues, l'Autour à flancs roux possède 2 sous-espèces (ordre philogénique) :
- Accipiter castanilius castanilius Bonaparte, 1853 ;
- Accipiter castanilius beniensis Lönnberg, 1917 — est de la RDC.